# Macchi M.C.72
 (septembre 2011).
Si vous disposez d'ouvrages ou d'articles de référence ou si vous connaissez des sites web de qualité traitant du thème abordé ici, merci de compléter l'article en donnant les références utiles à sa vérifiabilité et en les liant à la section « Notes et références ».
Dimensions
Le Macchi MC.72 est un hydravion expérimental conçu et construit par l'avionneur italien Macchi Aeronautica. Le MC.72 a détenu le record mondial de vitesse pour tous les avions pendant cinq ans. En 1933 et en 1934, cet avion, piloté par l'adjudant Francesco Agello, établit le record du monde de vitesse pour les hydravions à moteur à pistons qu'il détient toujours à ce jour.

## Conception et développement
Le MC.72 était le dernier d'une série d'hydravions Macchi développés pour la Regia Aeronautica Militare.
L'ancêtre de la série, le M.24 (en), était un hydravion à coque bimoteur, armé de mitraillettes et capable d'emporter une torpille, qui fut utilisé pendant la Première Guerre mondiale. Plus tard, dans les années 1920, Macchi misa sur la vitesse pour remporter la victoire dans la Coupe Schneider. En 1922, l'entreprise embaucha dans ce but le concepteur d'avion Mario Castoldi (en) pour la conception d'avions à haute vitesse.
En 1926, l'entreprise remporta enfin le trophée avec le M.39 qui atteignit une vitesse de pointe de 396 km/h. D'autres avions (les M.52, M.52R, et M.67) furent ensuite conçus et construits, mais la victoire définitive (trois victoires successives) de la Coupe Schneider revint aux Anglais. Mario Castoldi conçut ensuite l'hydravion de la dernière course, le MC.72, un avion monoplace monoplan équipé de deux flotteurs.
La conception du Macchi MC.72 était unique avec un fuselage métallique et un cockpit en bois monocoque fixé à la partie avant tubulaire par quatre boulons. Le réservoir était exposé à l'air. Les ailes étaient entièrement métalliques avec des radiateurs d'eau tubulaires disposés à plat et carénés dans les ailes. Les flotteurs recevaient trois radiateurs carénés sur les surfaces extérieures, le radiateur avant pour l'eau, le central et l'arrière pour le refroidissement de l'huile. Les montants des flotteurs présentaient également des durites pour l'eau des radiateurs et un autre radiateur était monté sous le fuselage du cockpit jusqu'à la queue en cas de conditions ambiantes chaudes.
L'appareil fut construit en 1931 avec l'idée de participer à la compétition qui s'avéra être la dernière course de la Coupe Schneider. En raison de problèmes de moteur l'avion ne fut jamais engagé dans la compétition.
Malgré tout Macchi poursuivit le développement du MC.72.

## Historique opérationnel

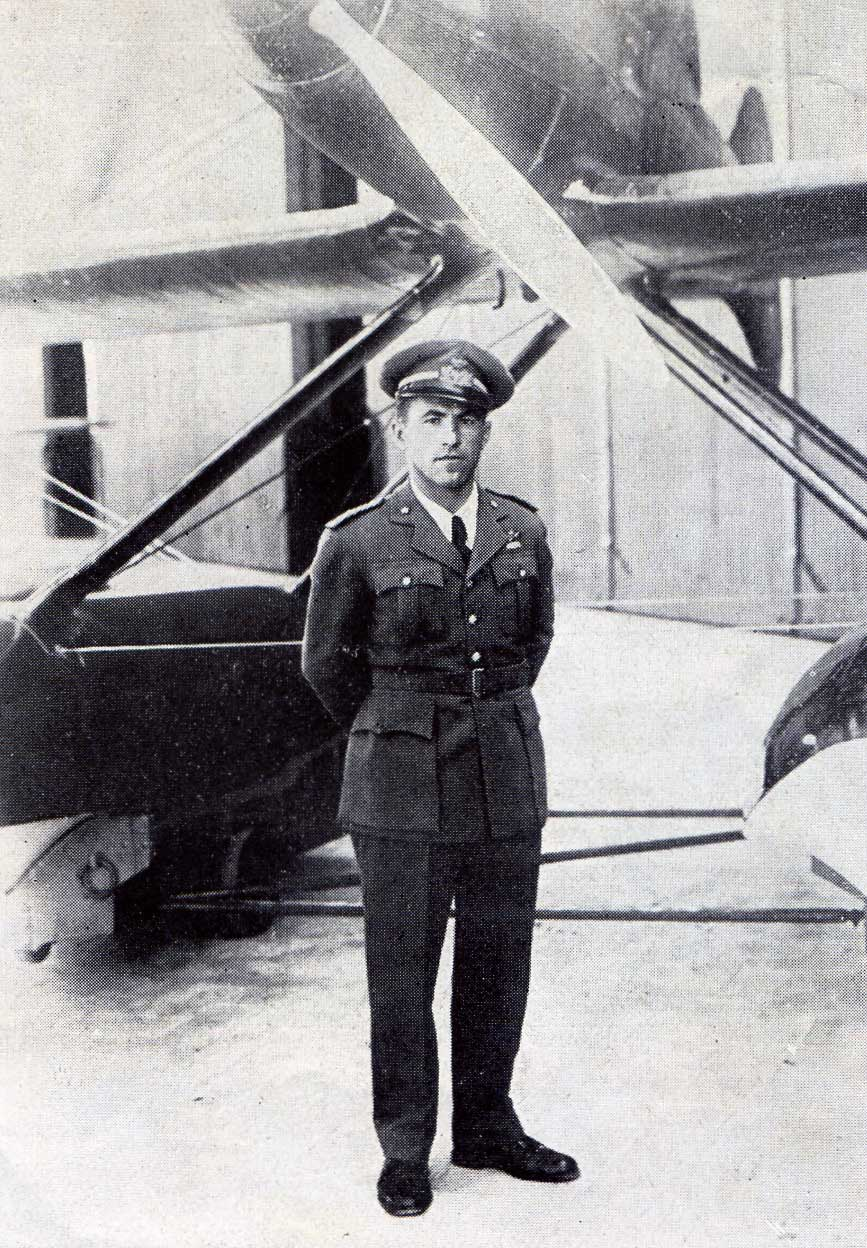
L'adjudant Francesco Agello, pilote d'essai, devant le Macchi MC.72.

Pendant deux ans, l'avion connut de nombreux problèmes mécaniques, provoquant la perte de deux pilotes d'essai (d'abord Monti puis Bellini) qui décédèrent en essayant de battre le record du monde de vitesse de la classe. Le design final du MC.72 utilisait un moteur Fiat AS.6 qui résultait de l'assemblage de deux moteurs Fiat AS.5 montés en tandem générant 2 500 à 3 100 ch de puissance (grâce à un compresseur volumétrique à 1 étage). Ce moteur entraînait deux hélices bipales contrarotatives.

Après 35 vols, les moteurs furent révisés en vue d'une dernière tentative de record . L'appareil finalement répondit aux attentes quand fut établi un record du monde de vitesse (sur l'eau) le 10 avril 1933, avec une vitesse de 682 km/h. Il était piloté par l'adjudant Francesco Agello (en). Jugé non satisfaisant, le développement continua car les concepteurs de l'avion pensaient qu'il pourrait passer la barre des 700 km/h. Cet exploit fut réalisé le 23 octobre 1934 lorsque Agello pilota l'avion à une vitesse moyenne de 709 km/h effectuée sur quatre passages à Desenzano au lac de Garde, siège de l'École de haute vitesse de la Regia Aeronautica.
Ce record reste encore aujourd'hui la plus grande vitesse jamais atteinte  par un hydravion à moteur à pistons. Après ce succès, le MC.72 ne vola plus jamais.

## Record de vitesse
En 1933 le MC.72 a détenu le record mondial de vitesse pour tous les avions pendant cinq ans.
En 1939, deux avions de course allemands battirent le record du MC.72. Le premier était un Heinkel He 100 avec une vitesse de 746 km/h. Le second était un Messerschmitt Me 209 qui établit un nouveau record du monde de vitesse à 756 km/h en août - quelques jours seulement avant le début de la Seconde Guerre mondiale,.
L'actuel record du monde de vitesse pour un avion à moteur à piston est de 850,26 km/h, il fut établi en 1989 par un Grumman F8F Bearcat américain fortement modifié nommé Rare Bear. Cependant, le MC.72 demeure encore aujourd'hui l'hydravion à hélice le plus rapide au monde.

## Appareil préservé
Le Macchi MC.72 qui a établi le record du monde est préservé en Italie au musée historique de l'aviation de Vigna di Valle près de Rome.

## Galerie

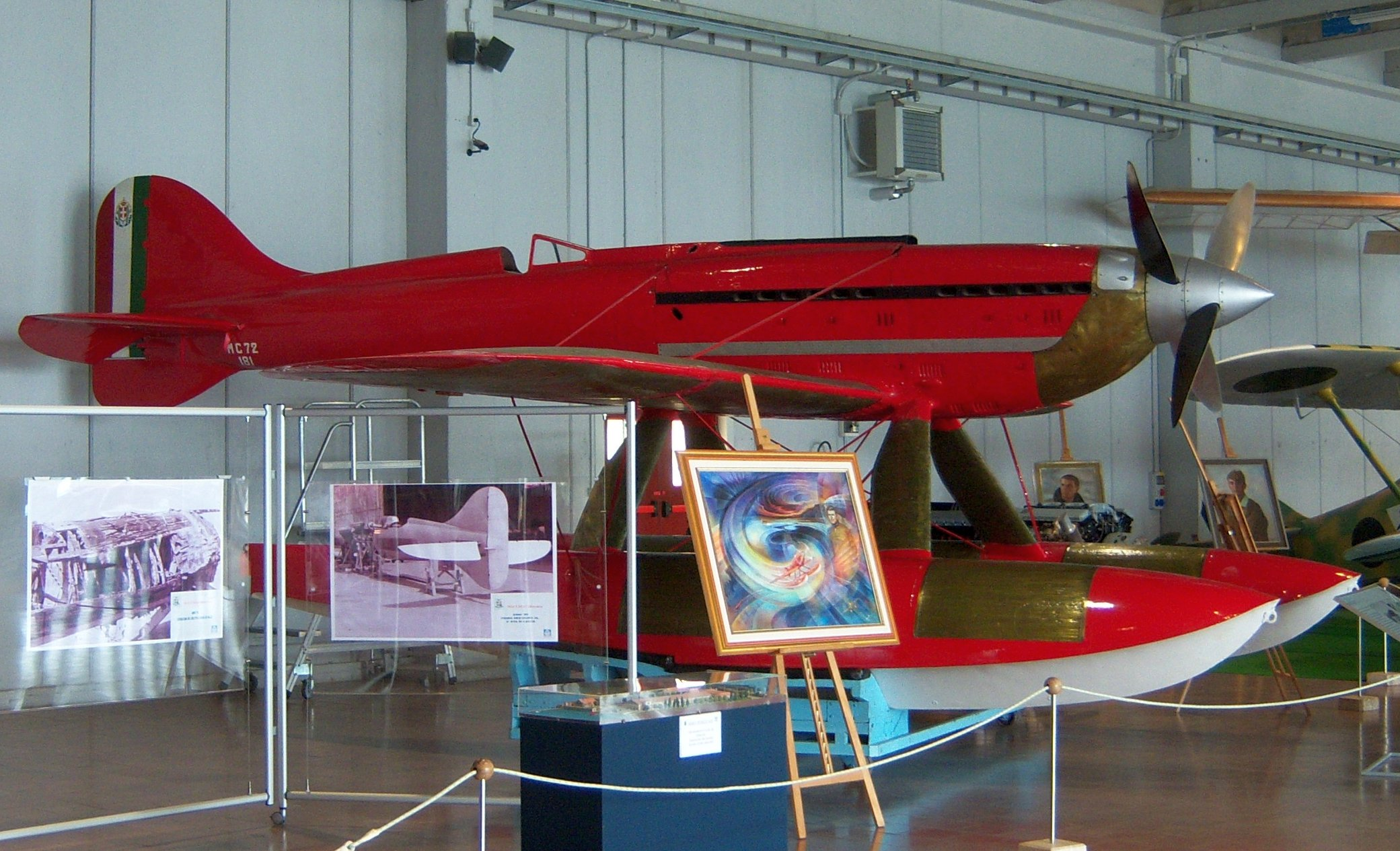
Macchi-Castoldi M.C.72.

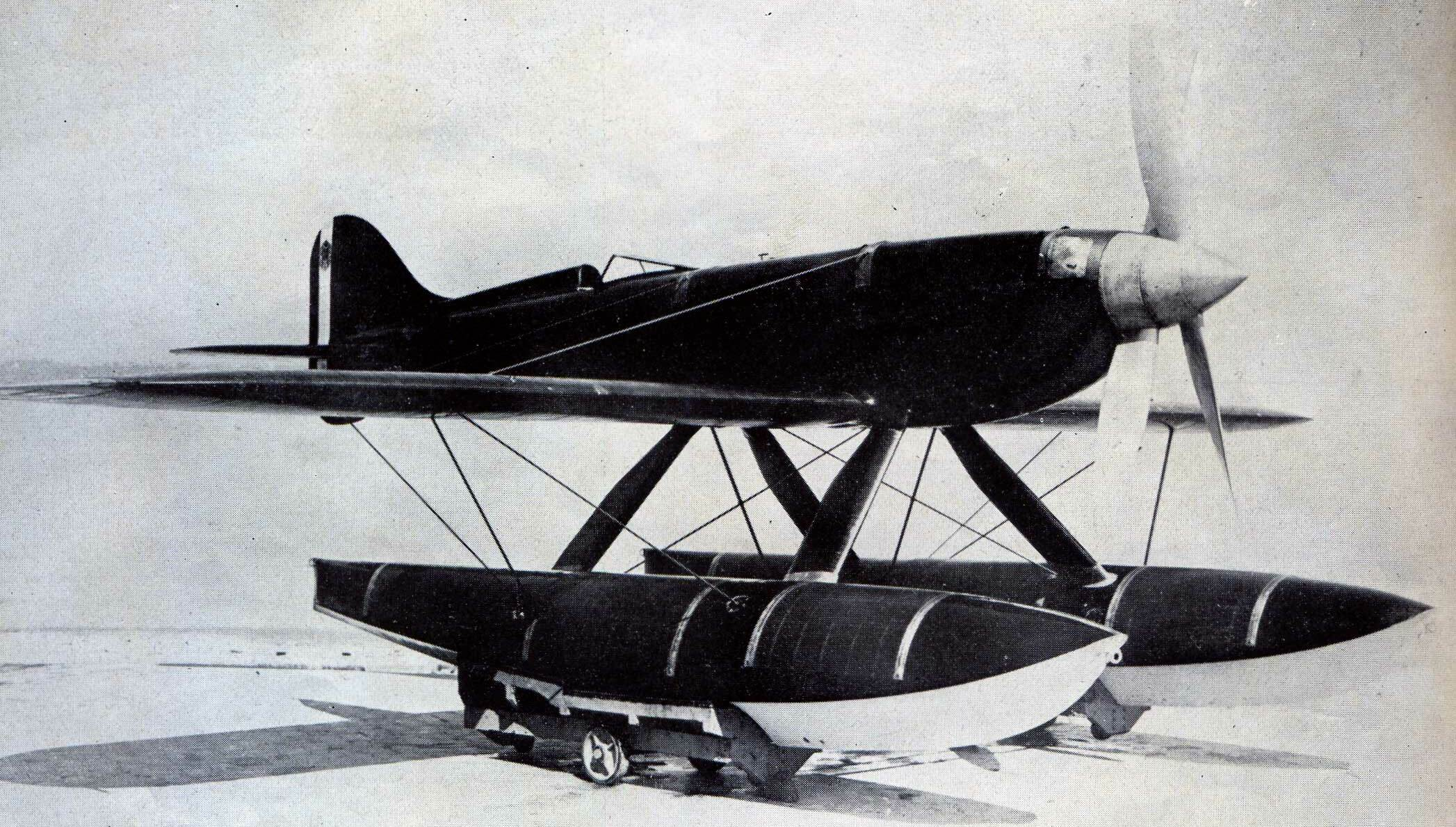

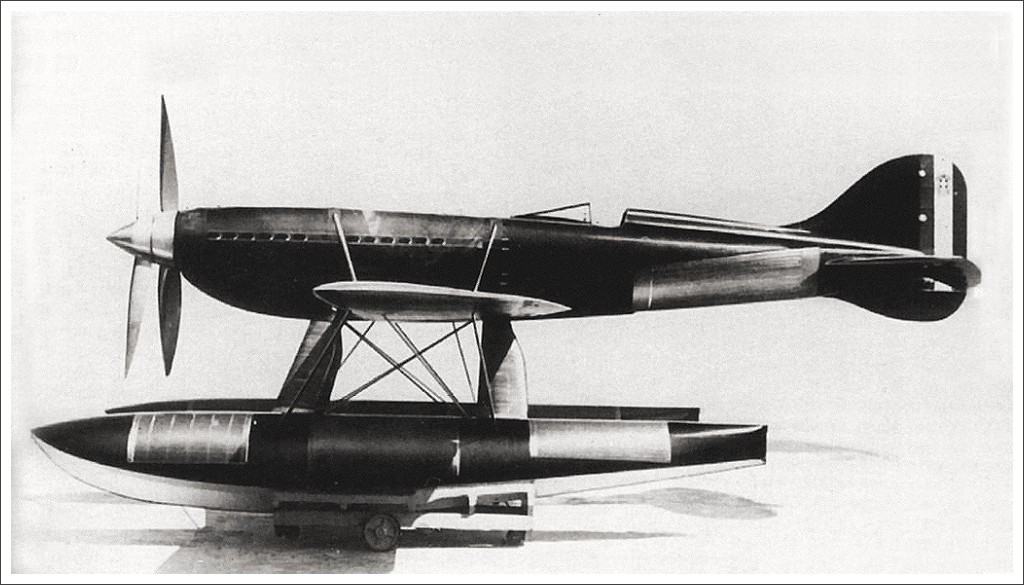

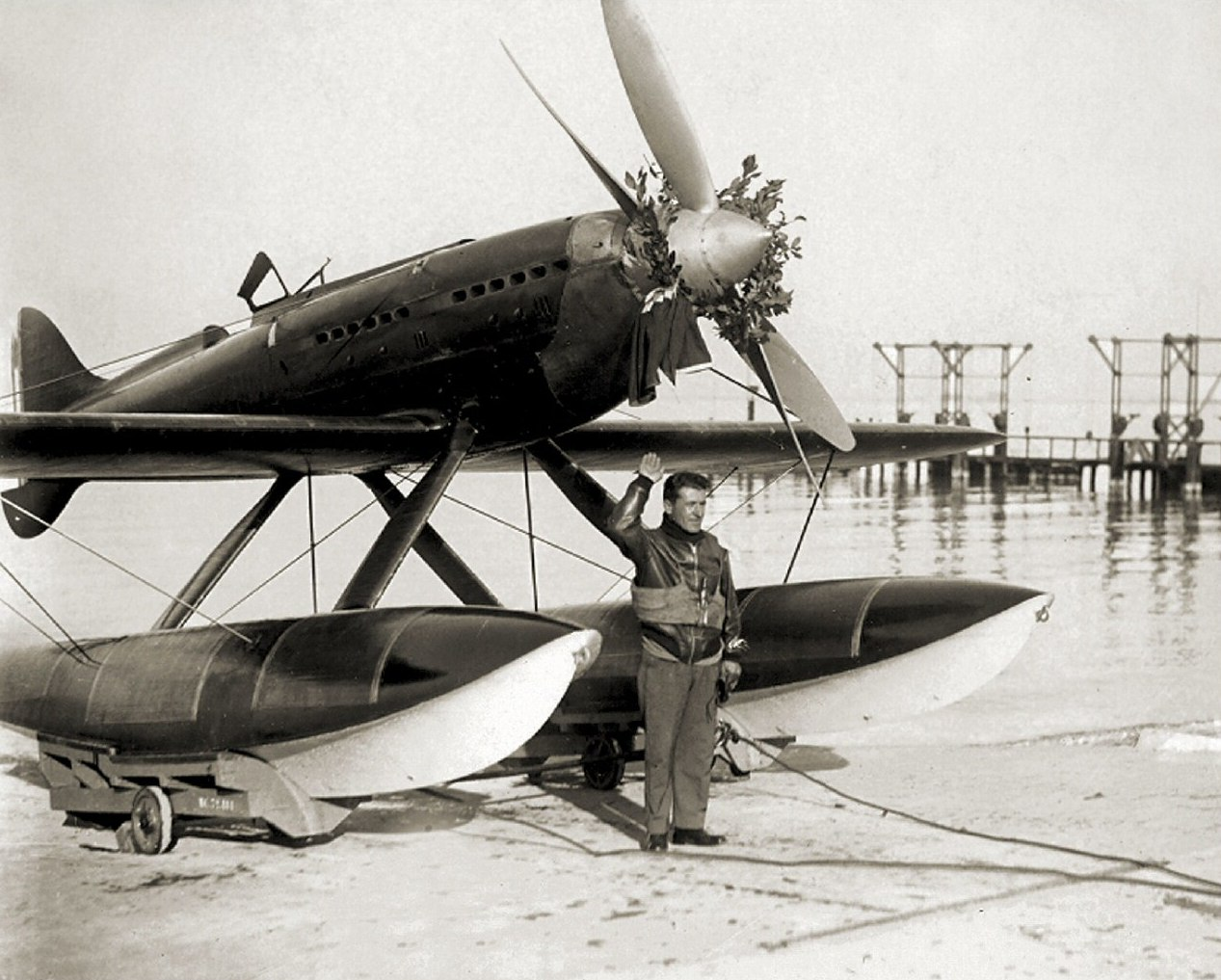
Après le record.

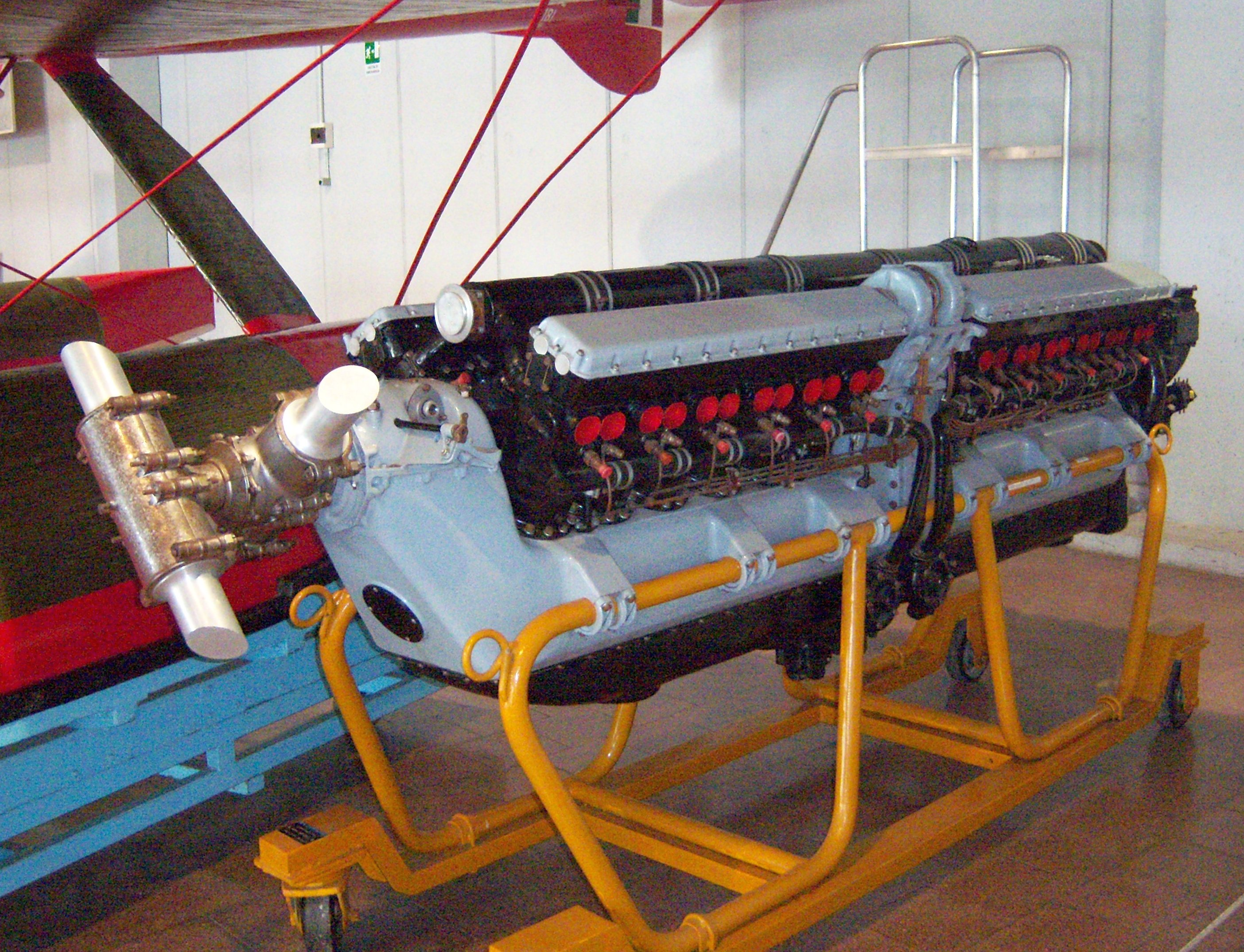
Moteur Fiat AS.6.

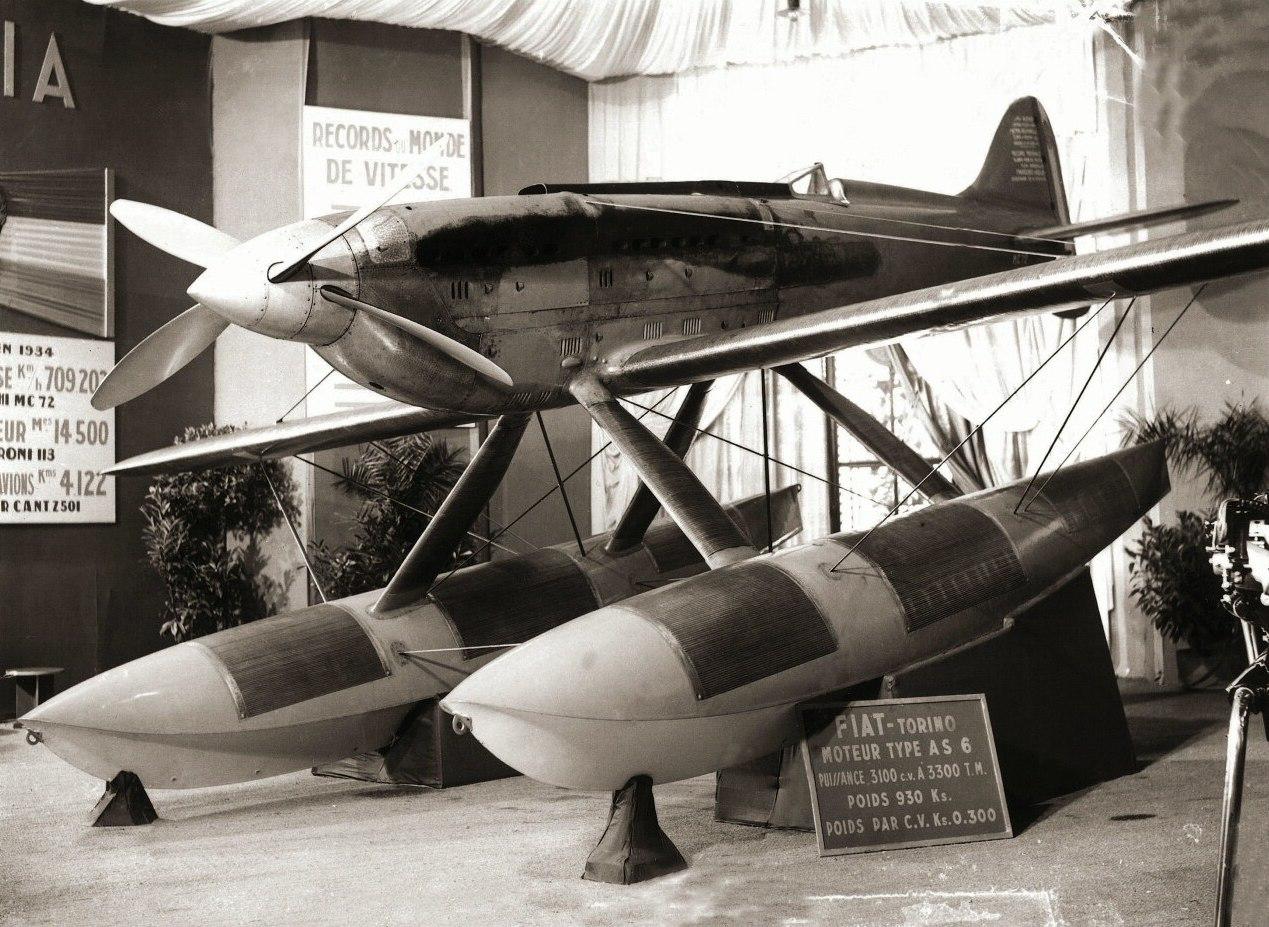
Le M.C. 72 exposé fin 1934 à Paris, lors du Salon de l'aviation au Grand Palais.

## Opérateur
- Royaume d'Italie (1861-1946)
- Regia Aeronautica

## Listes connexes
- Avions de la Coupe Schneider